# Чаудхари, Сантох Сингх
Сантокх Сингх Чаудхари (англ. Santokh Singh Chaudhary, 18 июня 1946 или 16 июня 1946, Дхаливал, Британская Индия — 14 января 2023, Пхиллаур, Пенджаб) — индийский политик. Занимал должность министра в правительстве штата Пенджаб. Избирался депутатом парламента от Джаландхара, выиграв выборы в парламент Индии в 2014 году и в 2019 году, будучи кандидатом от Индийского национального конгресса.
Скончался 14 января 2023 года в возрасте 76 лет после сердечного приступа во время Бхарат Джодо Ятры в Пхиллауре. Он был кремирован в своей родной деревне в Джаландхаре, Пенджаб.